# A. 트리피아티스 트리피아리스
A. 트리피아티스 트리피아리스(영어: A. Tryfiatis-Tripiaris)는 사이클 선수이다. 그는 아테네에서 열린 1896년 하계 올림픽에 참가했다.
로베르도스는 12시간 경기에 출전했으나 경기를 끝맞치지 못했다.